# Méhkerék
Méhkerék (románul: Micherechi) község Békés vármegye Sarkadi járásában. Magyarország legnagyobb román lakossággal rendelkező települése.

## Fekvése
Méhkerék a vármegye északkeleti részén fekszik, a román határ közelében, a térség nagyobb városai közül Békéscsabától 34, Gyulától 21, Sarkadtól 6,3 kilométer távolságra.
Szomszédai: északkelet felől Újszalonta, délkelet felől Kötegyán, délnyugat felől Sarkad, északnyugat felől pedig Sarkadkeresztúr. Kelet felől Romániához (jobbára Nagyszalontához) tartozó területek határolják, északi irányból pedig aránylag közel fekszenek az ottani határszéléhez Mezőgyán legdélebbi határrészei, de a két település közigazgatási területei nem érintkeznek egymással.
Természetföldrajzi szempontból a Kis-Sárrét déli peremén, a Körös menti sík szomszédságában fekszik.

### Megközelítése
Közigazgatási területének déli szélét érinti a Sarkadtól (a Kötegyán közigazgatási területén létesített) Méhkerék határátkelőhelyig húzódó 4252-es út, illetve az átkelőtől Méhkerék–Újszalonta határvidékéig húzódó 4251-es út is, ezek a legfontosabb közúti megközelítési útvonalai a jelzett irányokból. A község központján azonban csak a 42 153-as út kanyarog végig, lakott területei csak ezen érhetők el az említett útvonalak felől is.
Vonattal a MÁV 128-as számú Kötegyán–Püspökladány-vasútvonalán közelíthető meg. Méhkerék megállóhely a vonal állomásainak viszonylatában Kötegyán vasútállomás és Sarkadkeresztúr megállóhely között található; fizikailag a község keleti szélén helyezkedik el, közúti elérését a 42 153-as útból kiágazó 42 343-as út teszi lehetővé.

## Története
Az első írásos adatok Méhkerékről 1359-ből valók. A település alapítói a nagyváradi káptalan okirata szerint a sarkadi Leel-Őssyek voltak. A „méh” a méhészkedésre, a „kerék” a megalapításhoz szükséges erdőirtásra utal.
A gyulai vár török kézre kerülése után a lakosság elmenekült. Az egykori nemesi falu 1692-ben pusztaként van említve. Az 1700-as évek elején Esterházy Pál Belényesből telepített be románokat a birtokára. A betelepülési hullám még a 18. században is folytatódott, így a század végére már közel kilencszázan laktak a faluban.
1770-ben épült meg az első ortodox templom. Mivel ennek állaga megromlott, ezért 1836–1838 között téglából újat kezdtek építeni, amelyet csak 1849-ben tudtak befejezni. 1883-ban némi átépítésen esett át. Ekkor kapta meg a mai barokk formáját. Az 1976–91 között végzett nagy renoválások következtében, különösen a freskóknak köszönhetően a hazai románság egyik legértékesebb belső ornamentikájú temploma.
1798-tól folyt rendszeres tanítás az ortodox parókián. Feljegyzések szerint 1815-ben alapították az első elemi iskolát.
Az 1960-as évektől az itt működő néptánccsoport a nagyvárosokban tett fellépéseinek köszönhetően országos szinten is ismertté tette a település nevét.
A településhez tartozik a Méhkerék–Nagyszalonta nemzetközi határátkelő.
A lakosság zöme fóliás primőr zöldségek – uborka, paprika, paradicsom – termesztésével foglalkozik.
A település a trianoni békeszerződés előtt Bihar vármegye Nagyszalontai járásához tartozott.

## Közélete

### Polgármesterei
| Polgármester | Polgármester     | Polgármester                 | Megjegyzés                          |
| ------------ | ---------------- | ---------------------------- | ----------------------------------- |
| 1990–1994    | Dr. Ruzsa György | független                    |                                     |
| 1994–1998    | Dr. Ruzsa György | független                    |                                     |
| 1998–2002    | Dr. Ruzsa György | független                    |                                     |
| 2002–2006    | Martyin Tivadar  | független                    |                                     |
| 2006–2010    | Martyin Tivadar  | MSZP                         |                                     |
| 2010–2014    | Tát Margit       | független                    |                                     |
| 2014–2019    | Tát Margit       | Méhkeréki Románok Egyesülete |                                     |
| 2019–2022    | Tát Margit       | Fidesz-KDNP                  | hivataláról lemondott               |
| 2012–2024    | Tát Margit       | Fidesz-KDNP                  | időközi választás: 2022. február 9. |
| 2024–        | Tát Margit       | Fidesz-KDNP                  |                                     |

A településen 2022-ben időközi polgármester-választást kellett tartani, mert a polgármestert a megyei bíróság 2022. február 9-én, jogerősen bűnösnek mondta ki egy költségvetési csalás ügyében, amiért felfüggesztett szabadságvesztést szabott ki rá, illetve emiatt a településvezetői posztját sem tarthatta meg, és február 28-án lemondott. Ennek ellenére a lemondása miatt kiírt időközi választáson újra indulhatott, és a június 19-én megtartott választáson elsöprő többséggel újraválasztották.

## Népesség
A település népességének változása:
| Lakosok száma | 2090 | 2083 | 2085 | 1934 | 1878 | 1874 | 1886 |
|               | 2013 | 2014 | 2015 | 2021 | 2022 | 2023 | 2024 |

2001-ben a település lakosságának 74%-a román, 23%-a magyar, 2%-a cigány és 1%-a egyéb nemzetiségűnek vallotta magát.
A 2011-es népszámlálás során a lakosok 86%-a magyarnak, 3% cigánynak, 0,2% németnek, 78,2% románnak mondta magát (7,9% nem nyilatkozott; a kettős identitások miatt a végösszeg nagyobb lehet 100%-nál). A vallási megoszlás a következő volt: római katolikus 2,4%, református 3,7%, görögkatolikus 0,2%, egyéb vallást (elsősorban ortodox) követett 73,2%, felekezeten kívüli 9,9% (10,3% nem nyilatkozott).
2022-ben a lakosság 88,3%-a vallotta magát magyarnak, 65,3% románnak, 1,6% cigánynak, 0,3% németnek, 0,3% ukránnak, 0,1-0,1% örménynek, szerbnek és lengyelnek, 1,8% egyéb, nem hazai nemzetiségűnek (7,6% nem nyilatkozott; a kettős identitások miatt a végösszeg nagyobb lehet 100%-nál). Vallásuk szerint 36,6% volt ortodox, 4,7% református, 2,8% római katolikus, 1,9% evangélikus, 0,5% görög katolikus, 0,1% evangélikus, 19,3% egyéb keresztény, 0,2% egyéb katolikus, 8,1% felekezeten kívüli (27,7% nem válaszolt).
Lakosságának többsége román nemzetiségű és anyanyelvű, bár az utóbbi években a fiatalok körében már gyakoribb a magyar nyelv hétköznapi használata.

## Nevezetességei
- A nyaranta megrendezett uborkafesztivál.
- A román ortodox templom.
- A településtől keletre halad el a szarmaták által 324 és 337 között épített, az Alföldet körbekerülő Csörsz-árok (vagy más néven Ördögárok) nyomvonala.

## Testvértelepülései
- Belényes, Románia
- Madarász, Románia
- Csarnóháza, Románia